# Zémire et Azor
Personnages
- Zémire, fille de Sander,  (soprano)
- Azor, roi de Kamir (ténor)
- Sander, père de Zémire, marchand perse (baryton)

Zémire et Azor est un opéra-ballet en quatre actes d'André Grétry, livret de Jean-François Marmontel et chorégraphie de Gaëtan Vestris, d'après le conte La Belle et la Bête de Jeanne-Marie Leprince de Beaumont. Il est créé devant la cour à Fontainebleau, le 9 novembre 1771, puis à la Comédie-Italienne à Paris, le 16 décembre 1771. Il peut être associé au genre naissant de l'opéra féerie.

## Personnages
- Zémire - soprano
- Azor - ténor
- Sander - baryton
- Lisbé - soprano
- Fatimé - mezzo-soprano
- Ali - ténor

## Argument
Sander est sauvé par un être effrayant, Azor, qui exige en retour l'amour d'une de ses trois filles. Zémire se sacrifie pour son père et rejoint Azor. D'abord terrifiée, elle se laisse peu à peu toucher par la bonté de celui-ci. Sa famille manquant à Zémire, il la lui fait apparaître dans un tableau magique et la transporte vers elle avec la promesse de revenir. Sander veut dissuader Zémire de retourner auprès d'Azor, mais la constance de la jeune fille rompt l'enchantement qui pesait sur Azor et lui rend sa forme première de beau et jeune prince. Zémire régnera alors avec lui sur ses États.

## Historique
L'opéra contient l'air fameux pour soprano La Fauvette et oppose personnages sérieux et bouffons (le serviteur Ali). L'œuvre est encore occasionnellement jouée, notamment en Belgique.

## Discographie
- Huguette Boulangeot ; Michel Sénéchal ; Bernard Lefort ; Bournemouth Symphony Orchestra, dir. Thomas Beecham (16 mai 1955, 2 CD Somm-Beecham 30-2)
- Mady Mesplé (Zémire) ; Roland Bufkens (Azor) ; Jean van Gorp (Sander) - Chœur et Orchestre de chambre de la Radio Télévision Belge, dir. Edgard Doneux (5-10 octobre 1974, EMI) (OCLC 491939660)

## Sources
- Harold D. Rosenthal, John Warrack, Roland Mancini, Jean-Jacques Rouveroux, Le Guide de l'opéra, Paris, Fayard, 1986, ix-945 p. ; in-16.  (ISBN 978-2-21301-563-7), (OCLC 18179896).